# Apomys
Az Apomys az emlősök (Mammalia) osztályának rágcsálók (Rodentia) rendjébe, ezen belül az egérfélék (Muridae) családjába tartozó nem.

## Rendszerezés
A nembe az alábbi 2 alnem és 17 faj tartozik:
- Apomys
  - Apomys camiguinensis Heaney & Tabaranza, 2006
  - Apomys hylocetes Mearns, 1905 - típusfaj
  - Apomys insignis Mearns, 1905
  - Apomys littoralis Sanborn, 1952
  - Apomys microdon Hollister, 1913
  - Apomys musculus Miller, 1911
- Megapomys[1]
  - Apomys abrae Sanborn, 1952
  - Apomys aurorae
  - Apomys banahao
  - Apomys brownorum
  - Apomys datae Meyer, 1899
  - Apomys gracilirostris Ruedas, 1995
  - Apomys magnus
  - Apomys minganensis
  - Apomys sacobianus Johnson, 1962
  - Apomys sierrae
  - Apomys zambalensis